# 富埃爾特島
富埃爾特島是哥倫比亞的島嶼，位於卡塔赫納附近的加勒比海，距離該國大陸15公里，由玻利瓦省負責管轄，面積3平方公里，人口約2,000。